# Maxim Havrda
Maxim Havrda (* 26. září 2001) je český lední hokejista hrající na postu útočníka.

## Život
S hokejem začínal v pražské Slavii. Pokračoval za ni i ve svém dorosteneckém a juniorském věku. Během sezóny 2019/2020 vypomohl ve dvou utkáních BK Nová Paka a v zápasech přihrál na jednu branku. Mezi muži Slavie se objevil prvně během ročníku 2020/2021, kdy zasáhl do čtyř zápasů, v nichž se ale neprosadil. Následující sezónu (2021/2022) strávil převážně na hostování v pražské Kobře a zasáhl rovněž do šesti zápasů Slavie. Ročník 2022/2023 začal ve slávistickém týmu a hned v prvních dvou zápasech sezóny (proti Třebíči 1:5 a Sokolovu 4:3 po prodloužení) zaznamenal vždy po jedné vstřelené brance.